# Crisogono Malcondini
Crisogono Malcondini (né  à Pise en Toscane, Italie et mort v. 1123), est un cardinal italien de l'Église catholique du XIIe siècle, créé par le pape Pascal II.

## Biographie
Crisogono Malcondini est vice-chancelier de la Sainte-Église en 1114-1117.
Le pape Pascal II le crée cardinal lors du consistoire de 1117.  Le cardinal Malcondini  participe à l'élection de Gélase II en 1118 et  est nommé chancelier  de la  Sainte-Église et  bibliothécaire du Vatican. Il participe à l'élection  du pape Calixte II à Cluny en 1119.